# Brian Holsinger
Brian Holsinger amerikai kosárlabdázó és kosárlabdaedző, 2021 és 2025 között a Montana Lady Griz női kosárlabdacsapatának vezetőedzője.

## Edzőként
2021. április 13-án a Montana Lady Griz munkatársa lett. 2025. január 16-án felfüggesztették, február 10-én pedig lemondott.

## Fordítás
- Ez a szócikk részben vagy egészben  a   Brian Holsinger című angol Wikipédia-szócikk ezen változatának fordításán alapul.  Az eredeti cikk szerkesztőit annak laptörténete sorolja fel. Ez a jelzés csupán a megfogalmazás eredetét és a szerzői jogokat jelzi, nem szolgál a cikkben szereplő információk forrásmegjelöléseként.